# Batalion desantowy Dalwitz
Batalion desantowy „Dalwitz” (niem. Luftlandebataillon zur besonderen Verfügung „Dallwitz”, biał. Беларускі дэсантны батальён Дальвіц) – kolaboracyjny oddział wojskowy w służbie niemieckiej złożony z Białorusinów istniejący pod koniec II wojny światowej. Był przeznaczony do antyradzieckiej walki na obszarze Białorusi na tyłach Armii Czerwonej.
Batalion został sformowany w lipcu 1944 w miejscowości Dalwitz w Prusach Wschodnich, gdzie mieściła się niemiecka szkoła dywersyjno-wywiadowcza. Oddział powstał przy współpracy z Abwehrą. W jego skład weszli b. członkowie Białoruskiej Obrony Krajowej. Białoruskimi dowódcami byli Barys Rahulia, Usiewaład Rodźka, który odpowiadał za sprawy polityczne i Iwan Hiełda – sprawy wojskowe. Do końca 1944 r. oddział liczył ponad 200 ludzi. Dzielił się na dwie kompanie: Południową (Паўднёвая) i Północną (Паўночная). Białorusini szkolili się w zakresie działań saperskich, taktyki partyzanckiej, obsługi radiostacji, użycia różnych typów uzbrojenia itp.

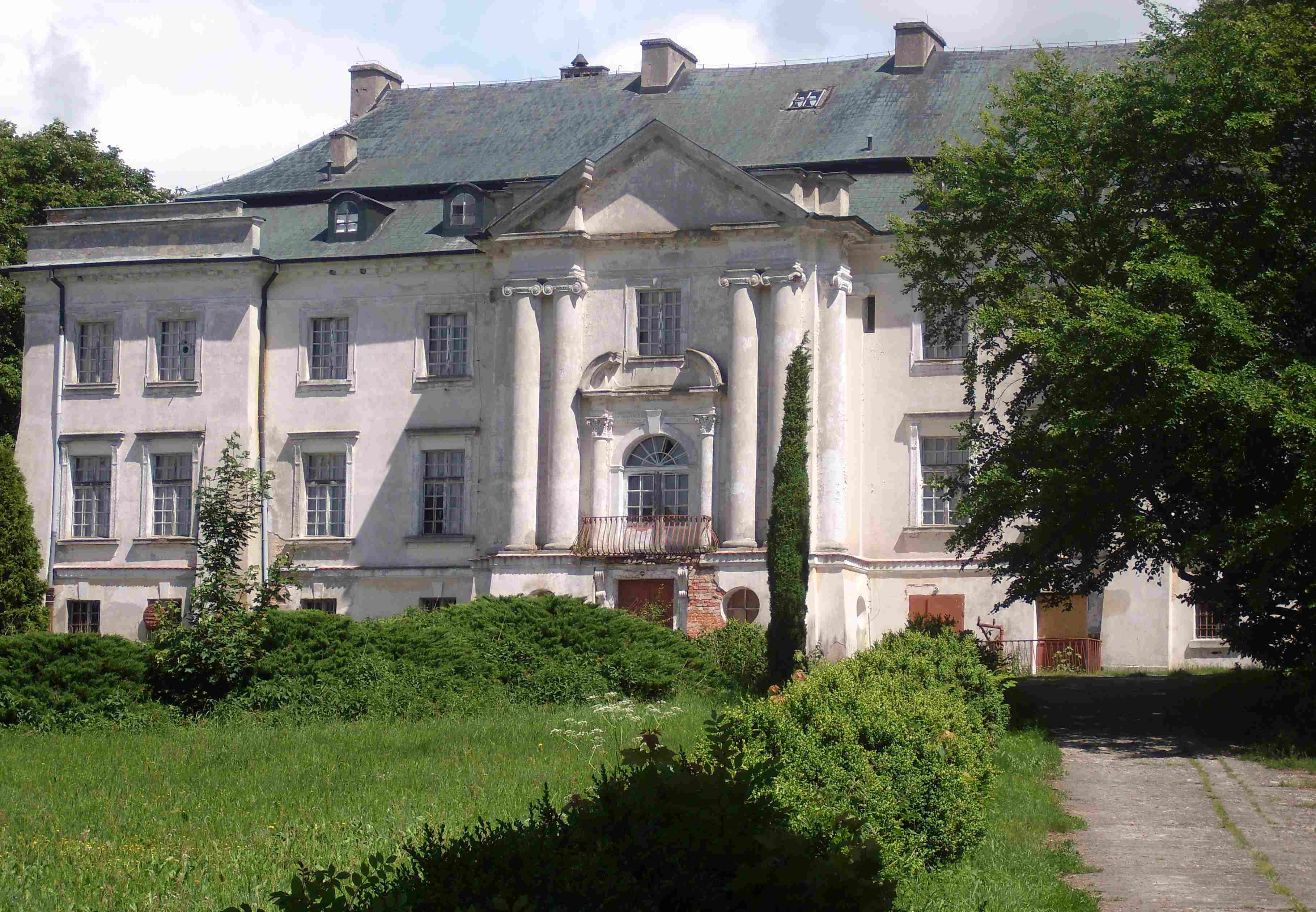
Na terenie pałacu w Komierowie (Wallbusch) znajdował się obóz batalionu "Dalwitz".

W drugiej połowie 1944 na obszar Białorusi, przejętej już przez Armię Czerwoną, zostało zrzuconych z samolotów niemieckich kilka pierwszych grup i pojedynczych żołnierzy Batalionu. Część z nich była natychmiast lub w krótkim czasie zlikwidowana przez Sowietów, ale część przeszła do walki partyzanckiej, zapoczątkowując antyradziecki ruch niepodległościowy. Zadania postawione przez Niemców przestawały się wówczas liczyć. Na początku listopada 1944 Batalion „Dalwitz” został przeniesiony do Komierowa pod Bydgoszczą, a następnie w rejon Berlina. Na początku 1945 mjr Rodźka prowadził rozmowy z dowódcą SS-Jagdverband SS-Sturmbannführerem Otto Skorzennym w sprawie powiększenia liczebności oddziału do 700–800 ludzi i jego przerzucenia w całości na Białoruś, do czego jednak nie doszło.
Na przełomie kwietnia/maja 1945 Białorusini zostali rozbrojeni przez czechosłowackich partyzantów, w związku z czym dowództwo wydało rozkaz rozpuszczenia oddziału. Żołnierze podzielili się na grupy, z których część przedostała się na tereny zajęte przez aliantów zachodnich, a część na Białoruś, wzmacniając partyzantkę nacjonalistyczną. Grupa mjr Rodźki dotarła na Białostoczcyznę, gdzie w czerwcu 1945 została rozbita, a jej dowódca aresztowany. Niektórzy b. oficerowie Batalionu stanęli na czele oddziałów partyzanckich, zaś Michał Wituszka, mianowany generałem przez emigracyjne władze białoruskie, został komendantem ruchu partyzanckiego w zachodniej i centralnej części Białorusi. Zdecydowana większość b. żołnierzy Batalionu zginęła w walce z Sowietami, nielicznym udało się ujść na zachód (m.in. gen. M. Wituszce).